# Mesosimplocaria parmula
Mesosimplocaria parmula is een keversoort uit de familie pilkevers (Byrrhidae). De wetenschappelijke naam van de soort is voor het eerst geldig gepubliceerd in 1990 door Ponomarenko in Ponomarenko & Ryvkin.